# Electrophaes effusaria
Electrophaes effusaria är en fjärilsart som beskrevs av Otto Staudinger 1901. Electrophaes effusaria ingår i släktet Electrophaes och familjen mätare. Inga underarter finns listade i Catalogue of Life.